# Welsh International Open 1974
Il Welsh International Open 1974 è un torneo di tennis giocato sulla terra rossa. È la 1ª edizione del torneo, che fa parte dei Tornei di tennis femminili indipendenti nel 1974. Si è giocato a Cardiff in Galles, dal 28 ottobre al 3 novembre 1974.

## Campionesse

### Singolare
Julie Heldman ha battuto in finale  Glynis Coles-Bond  6–4, 6–2

### Doppio
Lesley Charles /  Sue Mappin  Jackie Fayter-Hough /  Joyce Hume con il punteggio di 3–6, 6–2, 6–2